# Ostrov (okres Karlovy Vary)
Ostrov (německy Schlackenwerth) je město v okrese Karlovy Vary v Karlovarském kraji. Leží deset kilometrů severovýchodně od Karlových Varů. Leží na řece Bystřici a na úpatí Krušných hor. Žije zde přibližně 16 tisíc obyvatel. Město je známé také jako Ostrov nad Ohří – tak se jmenuje katastrální území, železniční stanice a pošta. Do roku 2004 se ve zdejším závodě vyráběly trolejbusy. Historické jádro je městskou památkovou zónou.

## Historie

### Středověk
Počátky osídlení jsou spojovány s německou kolonizací z Frank a Bavor a s klášterem řádu cisterciáků z Oseka.
Založení osady je připisováno Slávkovi z rodu Hrabišiců, o čemž svědčí i původní slovanský název Zlawcowerde (Slávkův Ostrov, později poněmčený na Schlackenwerth. Název Ostrov vyplývá z polohy mezi vodotečemi Bystřicí a Jáchymovským potokem. Nejstaršími dochovanými stavebními památkami jsou hřbitovní kostel svatého Jakuba Většího, pozdně románská stavba z let 1224–1226, jež dokládá osídlení počátkem 13. století; a základové zdivo hradu v suterénu a přízemí dnešního zámku.
Současné historické jádro města však ukazuje, že Ostrov byl nově založen (tj. lokátorem vysazen) na vyvýšené poloze nad říčkou Bystřicí, západně od původní osady a kostela svatého Jakuba Většího, takže se kostel ocitl mimo půdorys náměstí. Velikost stavby nového kostela zasvěceného svatému Michalovi dokládá, že nemohl být příslušenstvím pouhé vesnice. Založení kostela, podle jeho raně gotického podvěží a severního portálu, lze zařadit již do druhé půle 13. století (dnešní členění a interiér kostela však byly dovršeny až po roce 1600).
Podle archeologického průzkumu Jana Tajera a stavebně historického průzkumu Lubomíra Zemana z let 2003–2013 bylo dedukováno, že nově založený Ostrov byl městem (měl městský charakter) již od 60. či 70. let 13. století. V té době zabavil Přemysl Otakar II. Hrabišicům (psaným již jako páni z Rýzmburka), konkrétně Borešovi, majetek za jeho účast při povstání Václava I. při konfliktu mezi Václavem I. a jeho synem Přemyslem Otakarem II. Král ostrovské državy Borešovi nevrátil a o druhé vzpouře jej dal roku 1277 popravit. Přibližně od šedesátých let 13. století budoval Přemysl Otakar II. královský hrad v Kadani, následně v roce 1276 nebo 1277 odebral postoloprtským benediktinům proboštství v pozdějším Klášterci a území přičlenil ke královské koruně. To svědčí o promyšleném zajišťování území, odkud Přemysl oprávněně očekával, zvláště ve druhé polovině sedmdesátých let 13. století, vpád římského císaře Rudolfa Habsburského. Nejpozději však se dostaly ostrovské državy do rukou Přemysla Otakara II. v roce 1277, kdy byl Boreš z Rýzmburka odsouzen ke ztrátě hrdla i majetku za druhou vzpouru proti králi. Při nedávném archeologickém nálezu zbytků základů hradu ze 13. století v místech dnešního ostrovského zámku se stal hypotetický předpoklad založení nového Ostrova – již jako města – Přemyslem Otakarem II. jistotou. Jan Lucemburský v roce 1331 tedy městská privilegia Ostrovu neudělil, jak se doposud uvádělo, ale jen potvrdil.
Tvář města byla do dnešní podoby mnohokrát pozměněna řadou ničivých požárů a následnou novou výstavbou. Jediné, co dokládá středověký původ a vzhled hradu, jsou klenuté sklepy a substrukce hradu, vystavěného na obdélném půdorysu s přístupovým můstkem od západu přes říčku Bystřici. V 15. století se město stalo městem poddanským, patřilo hraběcímu rodu Šliků.

### Renesance
Rod Šliků zbohatl především z těžby stříbra v nedalekém Jáchymově. V Ostrově byl vystavěn Šlikovský zámek, jehož existenci opět zmařil požár.

### Baroko
Po bitvě na Bílé hoře byl majetek rodu konfiskován a ostrovské panství připadlo vojevůdci císařských vojsk Juliovi Jindřichovi Sasko-Lauenburskému. Chtěje učinit z Ostrova své rezidenční sídlo, nechal přestavět Šlikovský zámek, založil zámecký park, svého času považovaný za osmý div světa, a svou pohřební kapli svaté Anny. Vdova Marie Magdaléna, rozená z Lobkovic, založila roku 1666 kostel Zvěstování Páně s klášterem řádu piaristů. Piaristická kolej s latinským gymnáziem byla činná až do konce 19. století. V rozvoji města tzv. Posvátného okresku pokračovali také vévodův syn Julius František a jeho manželka, a to stavbou kaple svatého Floriána. V zámeckém areálu vybudovali letohrádek ve středu parku a dokončením celkové koncepce obou areálů. Letohrádek je raně barokní stavba z let 1674–1683 vystavěná pod vedením stavitele Abraháma Leuthnera, dnes zde sídlí pobočka karlovarské galerie umění. Sňatkem s poslední princeznou sasko-lauenburskou, Františkou Sibylou (1675–1733), v roce 1690 připojil Ostrov ke svým panstvím Ludvík Vilém, markrabě Badenský. Tento rod si vybudoval své sídlo v Rastattu, v německém Bádensku. Tyto vazby, včetně mnoha architektonických podobností Ostrova s Rastattem, jsou také důvodem, proč se Rastatt stal v roce 1991 partnerským městem Ostrova. Toto období uzavírá v Ostrově stavba Paláce princů a Bílá brána.

### Devatenácté století
V 19. století patřilo panství Ostrov toskánské větvi rodu Habsburků. V této době město hospodářsky prosperovalo a jeho historické jádro dostalo dnešní podobu, vznikaly četné měšťanské domy. Původně renesanční stavba staré radnice byla novogoticky upravena. K dalšímu rozvoji města přispěla po roce 1855 stavba železnice, a to prodloužením Buštěhradské dráhy na trati Praha–Cheb. Kolem vlakového nádraží, vzdáleného asi 1 km od středu města, vznikaly nové průmyslové závody: především roku 1873 založená porcelánka PULS firmy Josef Pfeiffer a Ludwig Löwenstein (1830–1901), od roku 1901 vedená syny zakladatelů, která existovala až do znárodnění roku 1945. S železnicí naopak roku 1871 zanikla valdštejnská železářská huť Eleonora, vznikla továrna na lepenkový papír Theerag (později národní podnik Papos). Po první světové válce uvalilo ministerstvo zemědělství na toskánské panství Ostrov se vtělenými statky Gfeil, Unterbrand a Grasengrün nucenou správu a správcem byl jmenován lesmistr Rudolf Komárek.

### Dvacáté století

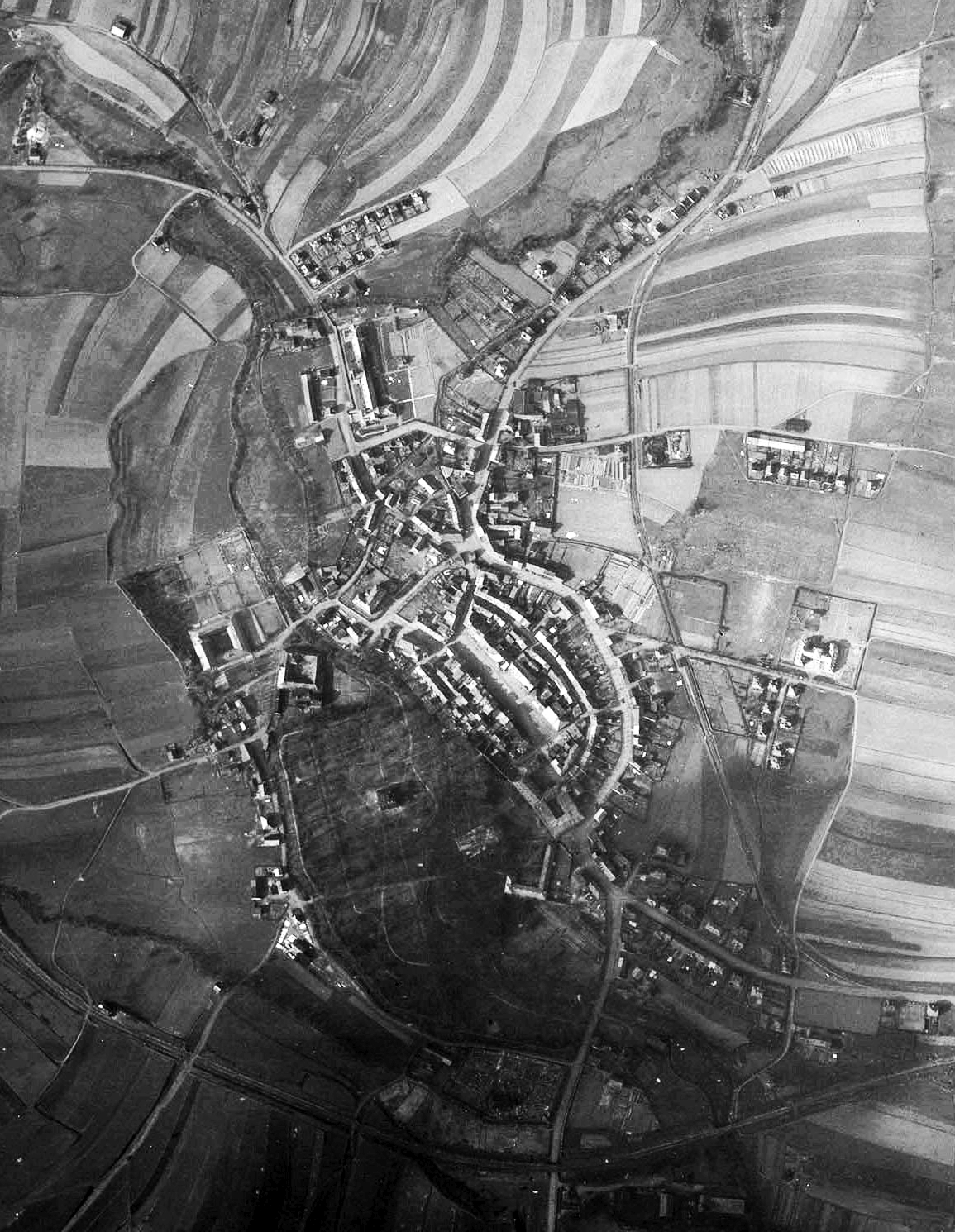
Letecký snímek Ostrova z 10. dubna 1945

V roce 1938 se město na základě Mnichovské dohody stalo součástí Německa. Česká menšina byla nucena odejít, ze zámku se stal v březnu 1939 první koncentrační tábor na území dnešního Česka, což připomíná pamětní deska na objektu. Poválečná léta byla ve znamení odsunu Němců, nového osídlování a především výstavbou sídlišť pro pracovníky uranových dolů v Jáchymově a později závodu na výrobu trolejbusů Škoda Ostrov. V místní části Ostrova Vykmanov byl v letech 1950–1960 tábor nucených prací pro politické vězně, zaměstnané v jáchymovských dolech, s nechvalně proslulou Rudou věží smrti.

## Obyvatelstvo
Podle sčítání 1921 zde žilo v 293 domech 2 573 obyvatel, z nichž bylo 1 400 žen. 41 obyvatel se hlásilo k československé národnosti, 2 478 k německé a 1 k židovské. Žilo zde 2 501 římských katolíků, 46 evangelíků a 22 židů. Podle sčítání 1930 zde žilo v 360 domech 2 958 obyvatel. 191 obyvatel se hlásilo k československé národnosti a 2 721 k německé. Žilo zde 2 795 římských katolíků, 57 evangelíků, 19 příslušníků Církve československé husitské a 9 židů.
| Rok            | 1869  | 1880  | 1890  | 1900  | 1910  | 1921  | 1930  | 1950  | 1961   | 1970   | 1980   | 1991   | 2001   | 2011   | 2021   |
| -------------- | ----- | ----- | ----- | ----- | ----- | ----- | ----- | ----- | ------ | ------ | ------ | ------ | ------ | ------ | ------ |
| Počet obyvatel | 3 664 | 4 313 | 4 420 | 4 577 | 4 810 | 4 670 | 5 135 | 4 047 | 17 136 | 18 519 | 19 450 | 17 872 | 17 451 | 17 859 | 16 671 |
| Počet domů     | 549   | 566   | 579   | 596   | 619   | 632   | 720   | 751   | 1 202  | 1 185  | 1 236  | 1 318  | 1 388  | 1 539  | 1 617  |

| Rok            | 1869  | 1880  | 1890  | 1900  | 1910  | 1921  | 1930  | 1950  | 1961   | 1970   | 1980   | 1991   | 2001   | 2011   | 2021   |
| -------------- | ----- | ----- | ----- | ----- | ----- | ----- | ----- | ----- | ------ | ------ | ------ | ------ | ------ | ------ | ------ |
| Počet obyvatel | 1 850 | 2 363 | 2 538 | 2 534 | 2 671 | 2 644 | 3 032 | 2 746 | 16 023 | 17 648 | 18 600 | 17 083 | 16 537 | 15 543 | 14 409 |
| Počet domů     | 267   | 266   | 275   | 279   | 302   | 307   | 375   | 414   | 1 076  | 1 013  | 1 060  | 1 089  | 1 131  | 1 202  | 1 245  |

Věková struktura obyvatel obce Ostrov roku 2011
Rodinný stav obyvatel obce Ostrov roku 2011
Vzdělání obyvatel obce Ostrov roku 2011

## Městská správa

### Části města
- Arnoldov
- Dolní Žďár
- Hanušov
- Hluboký
- Horní Žďár
- Kfely
- Květnová
- Liticov
- Maroltov
- Mořičov
- Ostrov
- Vykmanov

Od 1. ledna 1976 do 31. prosince 1991 k městu patřily i Damice, Horní Hrad a Krásný Les.

### Městské symboly
Vlajka byla městu udělena rozhodnutím předsedy Poslanecké sněmovny Parlamentu České republiky dne 9. května 1995.

## Průmysl
Ostrov se stal po druhé světové válce společně s Jáchymovem centrem zpracování uranové rudy. Těžba uranu byla zastavena v roce 1960. Město proslavila také továrna na trolejbusy firmy Škoda Ostrov. Ostrovskou továrnu a Jáchymov spojovala zkušební trolejbusová trať, která byla zrušena v roce 2004. Celý areál o ploše 125 tisíc metrů čtverečních zakoupila roku 2016 developerská společnost Pannatoni, která zde po demolici stávajících ruin vybuduje obří průmyslovou zónu
Dále vznikly nové firmy jako Witte Automotive, v roce 2015 šlo o 55. největší českou firmu, s tržbami téměř 9 miliard korun ročně), Amphenol, N.G. Elektro, K & V ELEKTRO, Koruna Pralines, tiskárna a grafické studio Median, sklady E-shopu firmy Tchibo, a jiné.

## Doprava
Ostrov se nachází na silnici I/13 z Karlových Varů do Liberce, někdy se tato trasa též označuje jako Podkrušnohorská magistrála, v úseku Karlovy Vary – Ostrov je čtyřpruhová. V Ostrově odbočuje silnice I/25 na hraniční přechod Boží Dar – Oberwiesenthal. Významné zlepšení přinesl vybudovaný silniční obchvat v roce 2005, který obchází město na západě.
Městem vede železniční trať Chomutov–Cheb, u které se nachází železniční stanice Ostrov nad Ohří. Železnice je významná z hlediska nákladní přepravy, protože se po ní přepravuje uhlí ze Sokolovské pánve. Trať do Jáchymova byla v roce 1957 zrušena. Jejím pozůstatkem byla zhruba tři kilometry dlouhá vlečka do závodu Škoda Ostrov, která byla v roce 2011 demontována a na jejím tělese vznikla cyklistická stezka, která v roce 2013 navázala na cyklostezku po tělese téže trati do Jáchymova. Tento projekt je jinak nazýván Ostrovské Rondo.
Městská autobusová doprava v Ostrově je tvořena pěti linkami a od července 2017 ji zajišťuje Dopravní podnik Karlovy Vary. Zajímavostí je zkušební trolejbusová trať do Jáchymova, která však nikdy nesloužila veřejnému provozu. V roce 2004 byla trať zrušena a demontována.

## Kultura
Na Mírovém náměstí v nové části města se nachází Dům kultury, stavba z padesátých let ve stylu socialistického realismu. Uvnitř jsou k dispozici dva kinosály a společenský sál. Budova je každoročně dějištěm Dětského filmového festivalu Oty Hofmana. Od roku 1997 se zde každý lichý rok koná také mezinárodní divadelní festival mládeže Ostrovské soukání. V městě působí ZUŠ Ostrov a vysílá televizní stanice TV Krušná.

## Pamětihodnosti

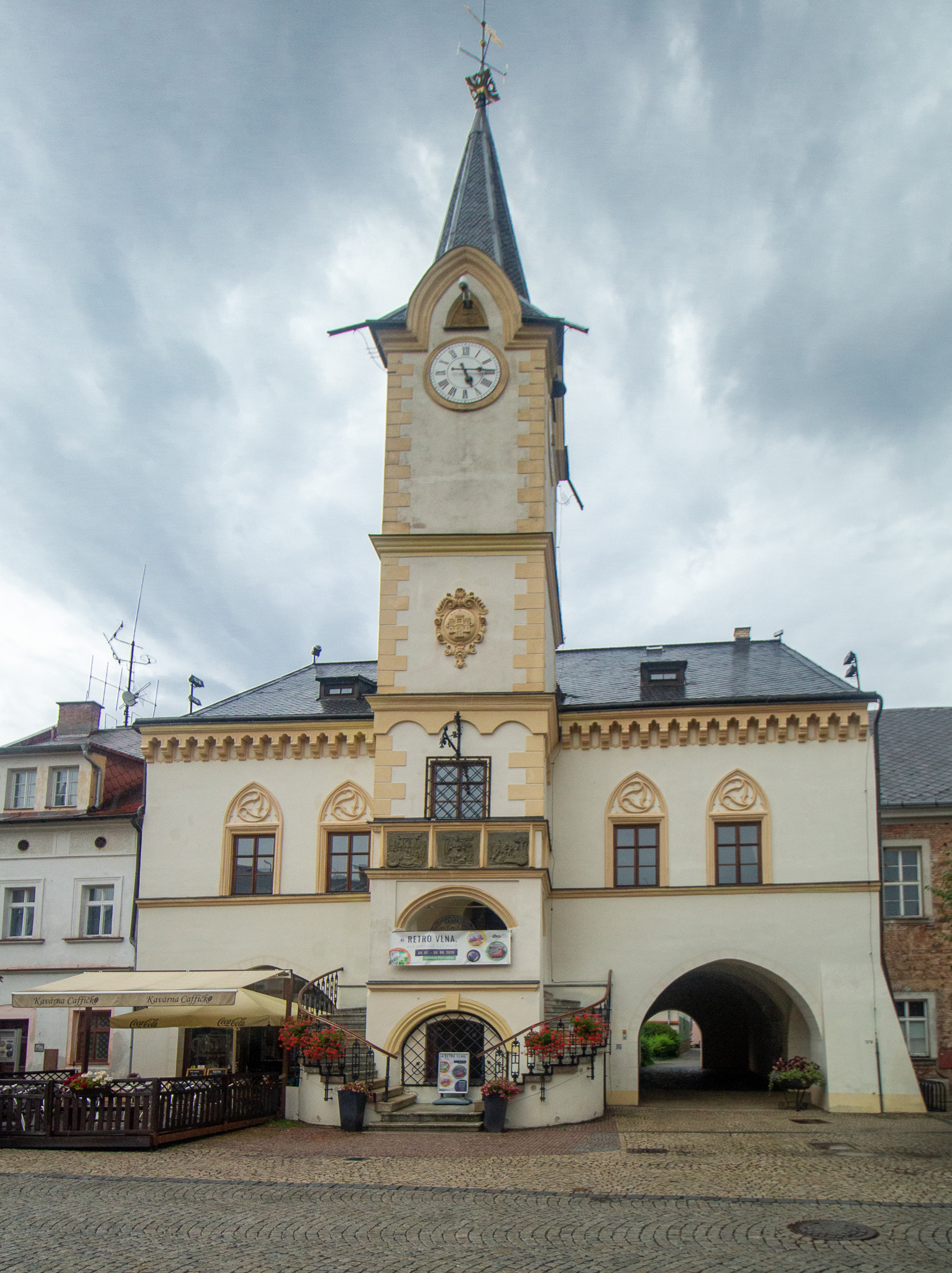
Staroměstská radnice v Ostrově

### Kostel svatého Jakuba většího
Románsko-gotická jednolodní stavba z let 1224–1226 s obdélnou lodí a pravoúhlým presbytářem s křížovou klenbou. Sedlová střecha je nad lodí vyšší se sanktusní věžičkou, závěr má střechu posazenou níže. Hlavním průčelím, obráceným nejspíše k jádru někdejší osady, bylo průčelí severní, kde je ve vstupu do lodi osazen románský ústupkový, půlkruhem ukončený portál. Obvodové zdivo, vyzděné z lomového kamene, je na nárožích zpevněno opěrnými pilíři a armováním z pískovcových kvádrů. Presbytář je sklenut již raně gotickou křížovou klenbou s klínovými žebry a dlátkovými konzolami. Loď je plochostropá s barokními okny. V presbytáři byly objeveny zbytky raně gotické malby, na klenbě a v lodi na kruchtě jsou dekorativní malby raně barokní, na kruchtě je také malovaný fragment jednoho epitafu. Původně farní, dnes hřbitovní kostel svatého Jakuba Většího se řadí k severozápadní skupině českých pozdně románských kostelů.

### Zámek

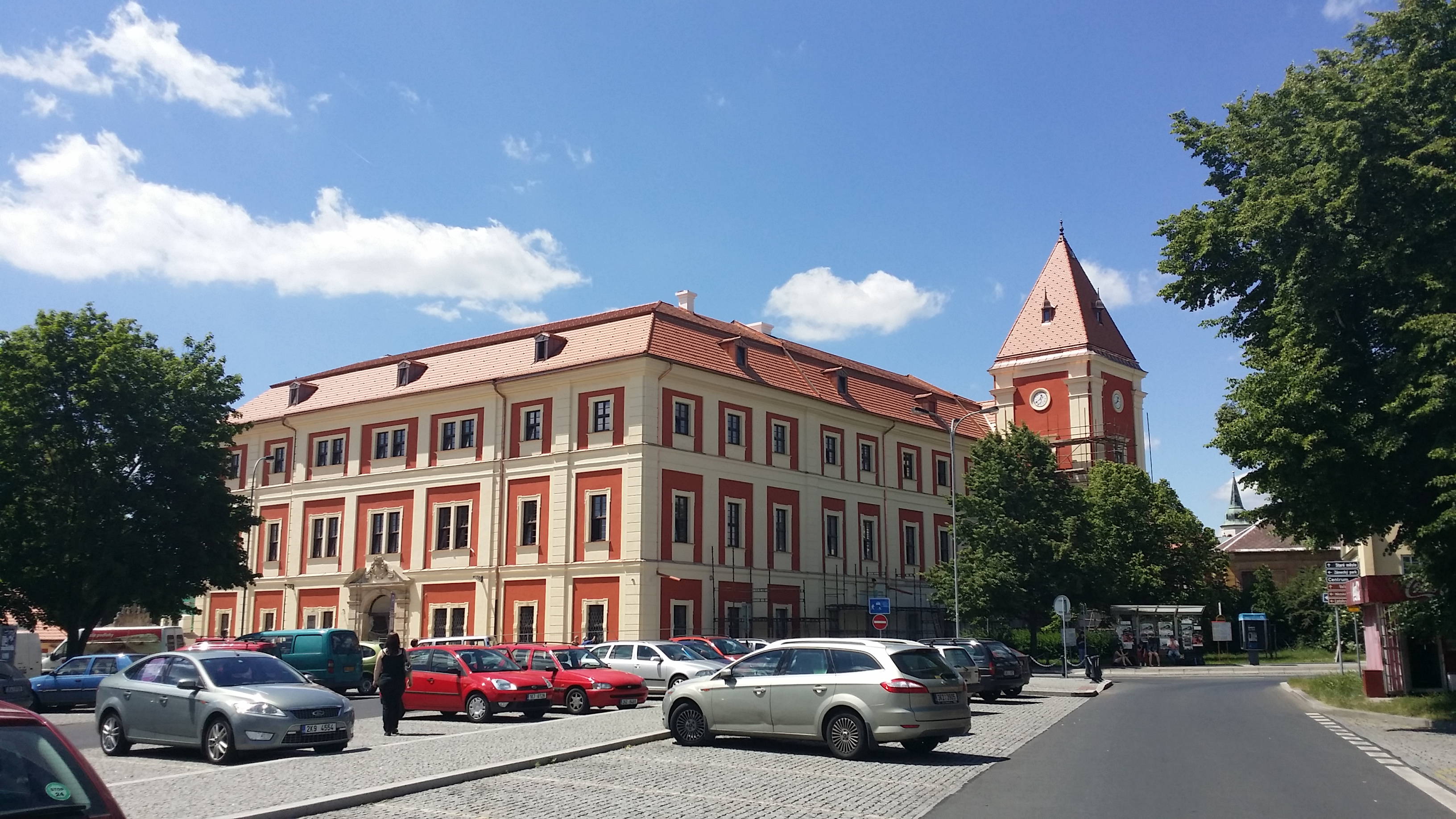
Ostrovský zámek

Ostrovský zámek je poměrně rozsáhlý komplex budov, jehož základem byl gotický hrad obdélného půdorysu s nárožními věžemi ze šedesátých let 13. století. Druhá etapa dostavby se datuje do období vlády Lucemburků. Na přelomu 15. a 16. století je nechal přestavět na renesanční zámek – rodovou rezidenci ostrovské větve hrabat Šliků – pravděpodobně Kašpar Šlik. Ve třicátých a čtyřicátých letech 17. století byl zámek upraven a rozšířen Juliem Jindřichem Sasko-Lauenburským. V letech 1685–1690 nechal Julius František před původním šlikovským zámkem přistavět zámek nový – tzv. Lauenburský. Na výstavbě zámku se podíleli významní stavitelé Abrahám Leuthner, Kryštof Dientzenhofer a Giulio Broggio. Po požáru roku 1691 byl šlikovský zámek upraven jako vedlejší zámecké křídlo. Současná podoba zámeckého areálu je výsledkem úprav a přestaveb, prováděných velkovévody toskánskými v průběhu 19. a 20. století. Znak císařského orla v kartuši, umístěný ve frontonu hlavního vstupu, pochází z doby, kdy majiteli byli velkovévodové Toskánští. Vstupní portál dokončený roku 1690 je dílem ostrovského sochaře Martina Möckela.

### Zámecký park

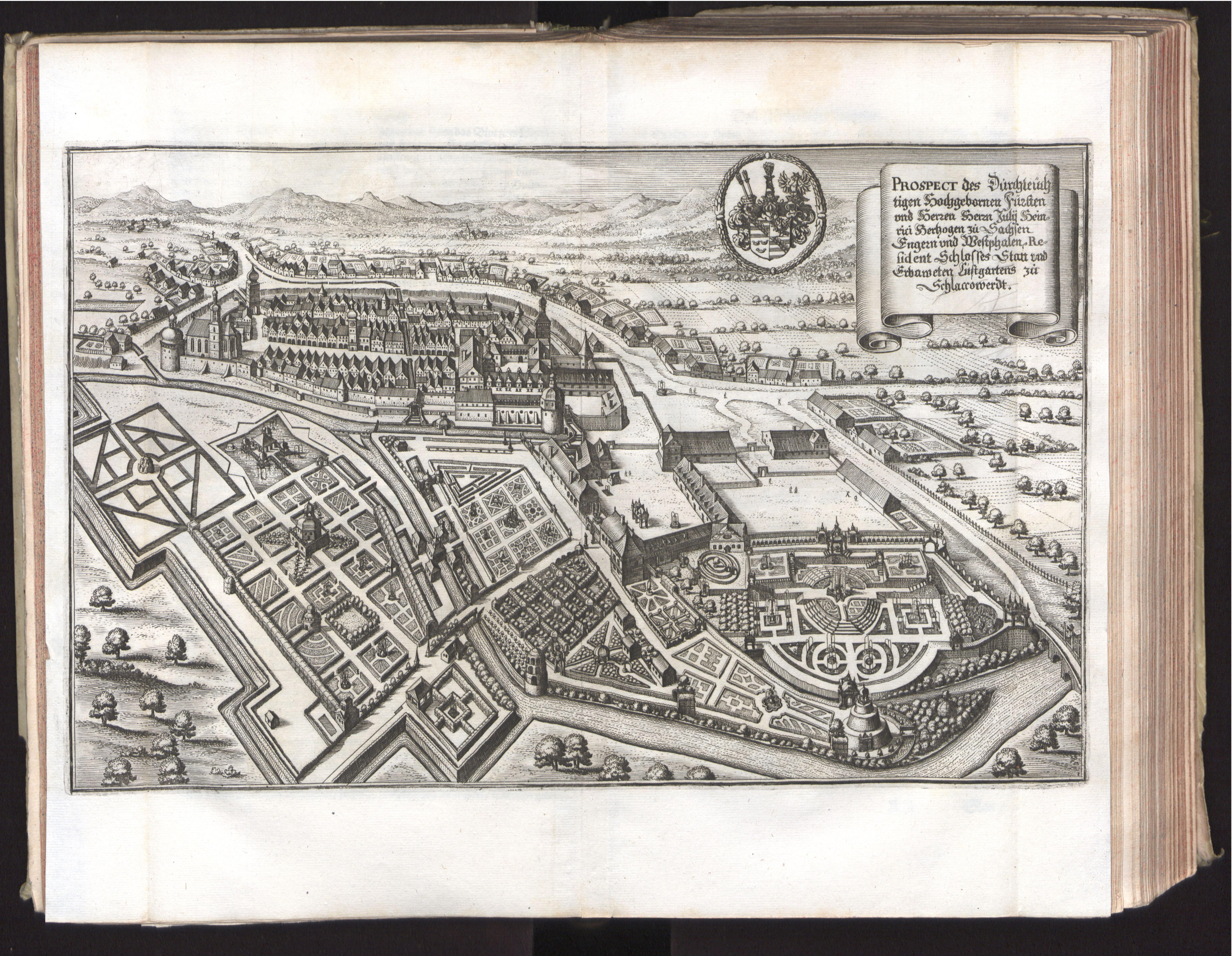
Rytina Ostrova z Topographia Bohemiae, Moraviae et Silesiae (1650) od Matthäuse Meriana

Po roce 1625 založil zámeckou zahradu tehdejší majitel ostrovského panství, Julius Jindřich, vévoda sasko-lauenburský. V její úpravě se prolínaly prvky renesančních, manýristických a raně barokních italských zahrad s hojným využitím vodního živlu v podobě vodotrysků a vodních ploch s bohatou sochařskou výzdobou. V letech 1665–1689, za panství Julia Františka Sasko-Lauenburského, pokračovaly práce na úpravách zámecké zahrady již v souladu s barokní koncepcí reprezentativní zámecké zahrady. Třetí etapou v letech 1690–1715, kdy byl majitelem ostrovského panství Ludvík Vilém, markrabě Bádenský, manžel Františky Sibylly Augusty, rozené vévodkyně sasko-lauenburské, barokní výstavba zámecké zahrady vyvrcholila. Jednalo se o jednu z prvních realizací francouzských principů zahradní tvorby Le Nôtrovy školy v Čechách. Čtvrtá etapa, od konce 18. století, je fází pozvolné přeměny formální zahrady v přírodně krajinářský park. Většina staveb v parku byla odstraněna, vodní partie byly zcela opuštěny a umělecká výzdoba byla odprodávána a ničena. Přibližně v podobě z druhé poloviny 19. století se park zachoval dodnes a v letech 2001–2007 byl s velkým nákladem opraven a obnoven.

### Palác princů

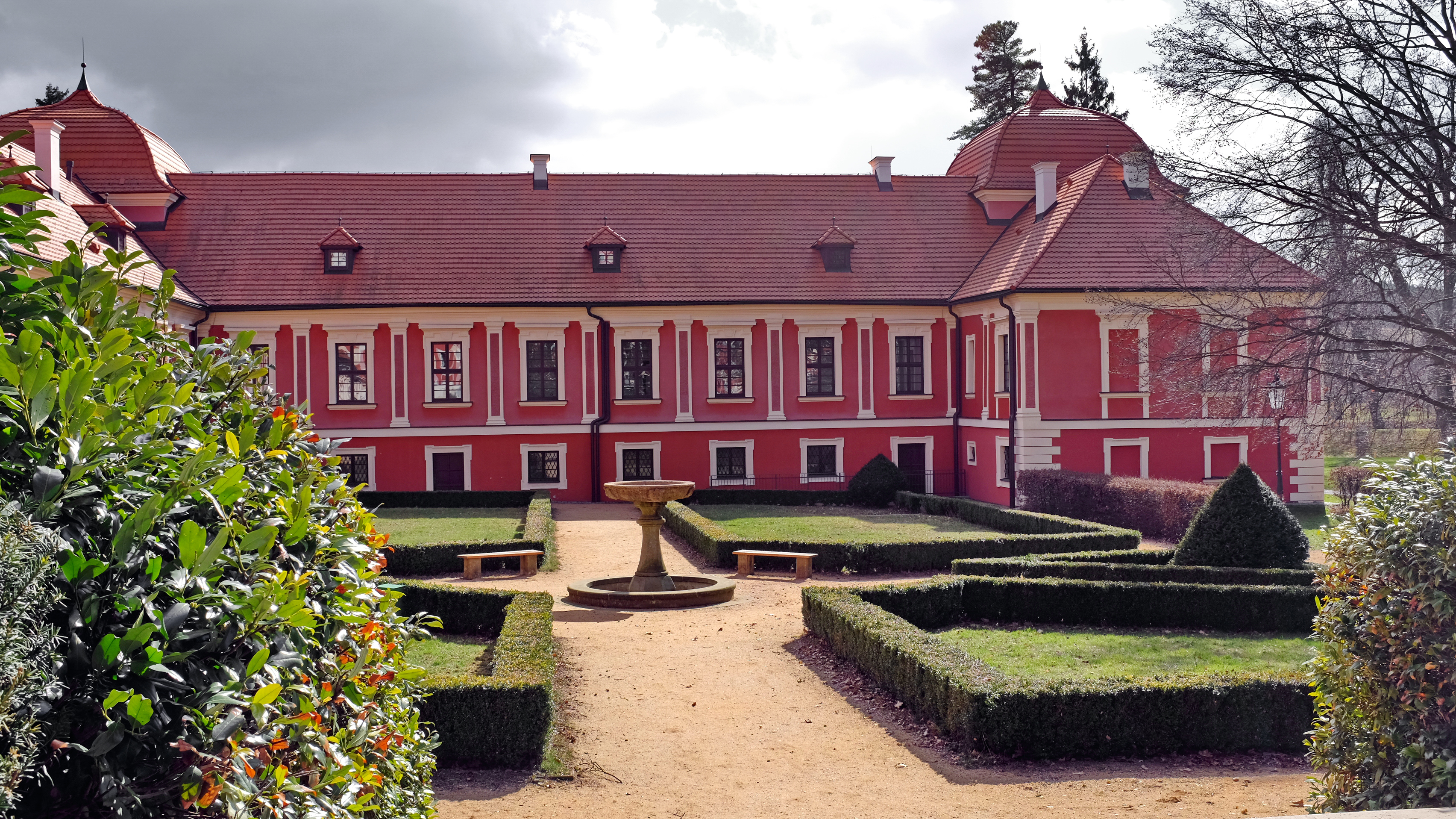
Palác princů v zámeckém parku

Byl postaven v letech 1693–1696 dvorním stavitelem Johannem Sockhem v prostoru původního hospodářského dvorce, zvaného Bílý dvůr. Architektonické ztvárnění fasád objektu se třemi křídly a třemi o patro vyššími čtverhrannými věžicemi, umístěnými na jeho nárožích, bylo přizpůsobeno architektonickému pojetí Pohledové stěny. Na honosné jižní průčelí s mohutným schodištěm navazoval umělecky i technicky náročně řešený vodní parter. Po požáru v roce 1795 bylo sneseno západní křídlo objektu, spojující původně Palác princů komunikační chodbou se zámkem. Tím se jeho nádvoří zcela otevřelo do prostoru parku. V objektu jsou zachovány valené klenby nad místnostmi v přízemí. V roce 2011 byla dokončena kompletní rekonstrukce Paláce princů, která jej přizpůsobila užívání Městské knihovny Ostrov.

### Letohrádek

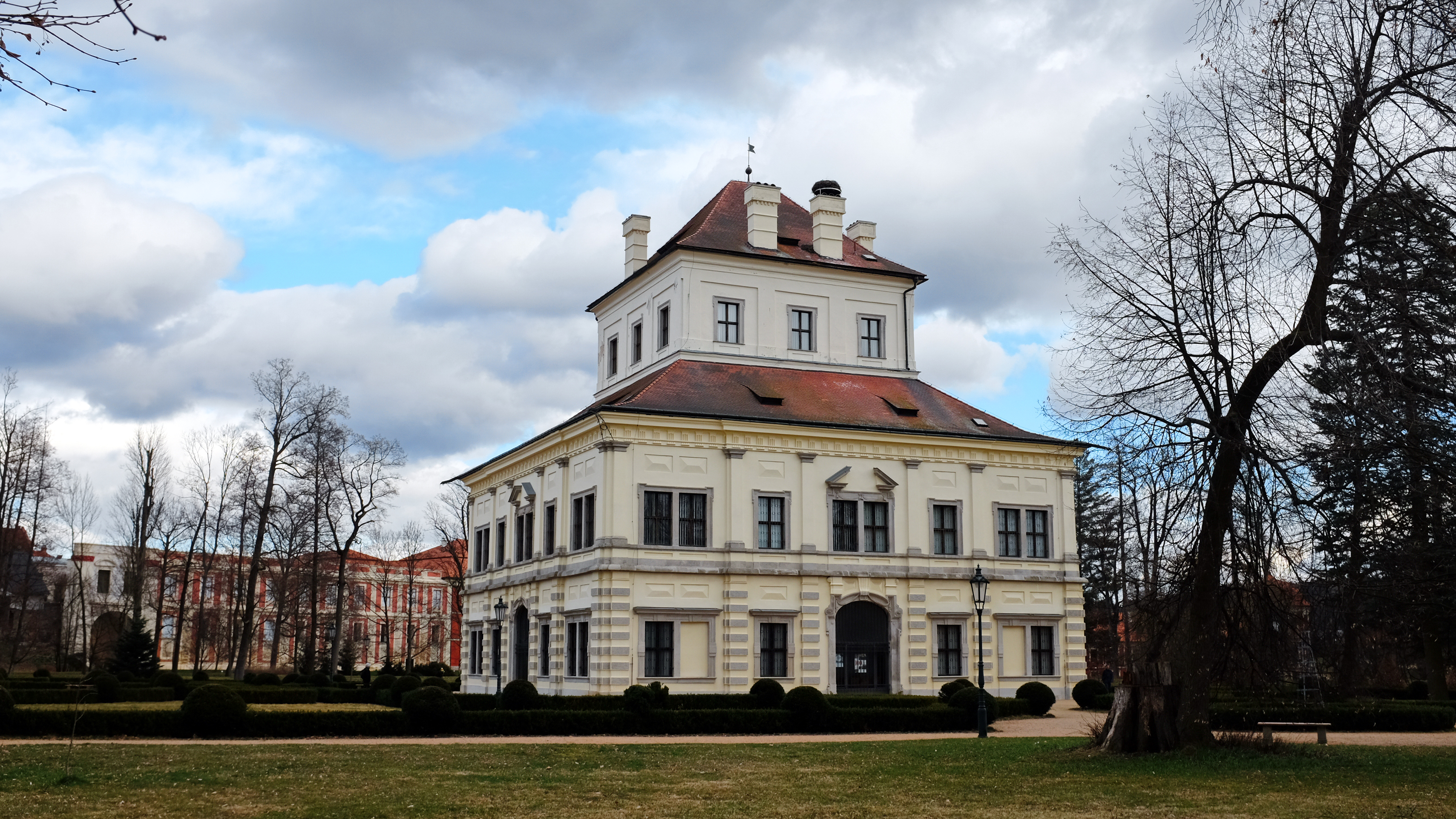
Letohrádek v zámeckém parku

Na místě staršího dřevěného letohrádku Julia Jindřicha Sasko-Lauenburského nechal postavit podle návrhu stavitele Abraháma Leuthnera v letech 1673–1679 Julius František letohrádek nový. Vnitřní úpravy byly dokončeny v roce 1683. Centrální, samostatně stojící stavba čtvercového půdorysu s altánovým nástavcem, tvořícím druhé patro, je ze všech čtyř stran prolomena vstupy s kamennými portály. Mezi jednotlivými okenními osami probíhá pilastrový řád, v přízemí s pilastry bosovanými, v patře hladkými s toskánskými hlavicemi. Pod korunní římsou probíhá jednoduchý vlys s triglyfy. V plochách nad okny jsou obdélné výplně s diamantovým motivem. Ve středu dispozice je vytvořena ústřední hala, otevřená průhledem do patra, s malbou pokračující iluzivní architektury s alegorickými postavami. V přízemí je hala řešena na půdorysu osmiúhelníku s nikami v podobě grót s kašnami. Nad nimi jsou v patře řešeny balkónky s balustrádou, procházející do jednotlivých místností. Interiér upravoval v roce 1692 Domenico Egidio Rossi. Místnosti klenuty neckovými klenbami se štukovou výzdobou. Letohrádek je majetkem státu a je v něm umístěna Galerie umění.

### Kostel svatého archanděla Michaela a Panny Marie Věrné

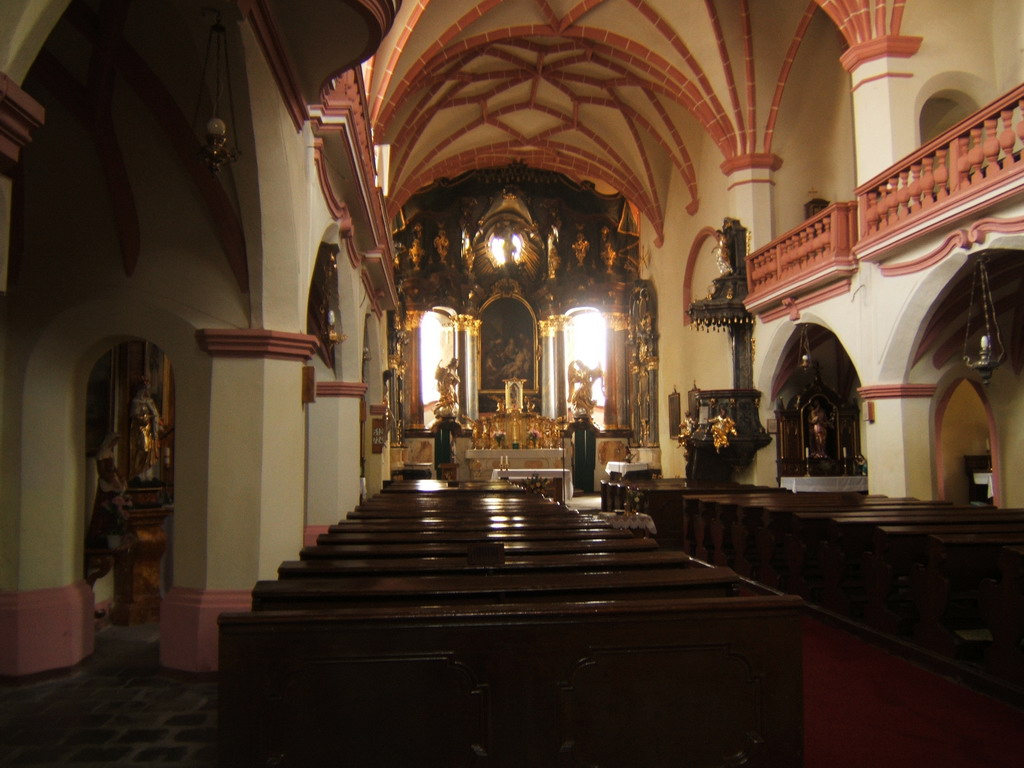
Interiér kostela svatého Michaela

Farní kostel svatého Mikuláše, později zasvěcený svatému Archandělu Michaelovi, pochází původem z poslední čtvrtiny 13. století. Z této stavební etapy jsou zachovány: tympanon vstupního portálu se slepými kružbami a křížová klenba podvěží, dnes sakristie. Po požáru byl chrám v letech 1567–1572 přestavován ve stylu vrcholné renesance. K obdélné lodi je volně připojena věž, ve spodní části čtyřboká, s osmibokou nástavbou. Síňové trojlodí s vestavěnými emporami bylo sklenuto síťovou žebrovou klenbou s přetínanými žebry, presbytář je sklenut klenbou hvězdicovou. V křestní kapli u věže je klenba sklípková – diamantová. Další přestavby se uskutečnily v letech 1607–1609 a 1636.
V interiéru jsou ve zdech jsou zasazeny renesanční náhrobky, z nichž nejcennější je šlikovský epitaf z roku 1521.
Hlavní oltář je barokní, portálový,má obraz Ukládání Krista do hrobu, který flankují sochy dvou andělů; pochází z let 1751–1756. Jde o příklad sakrální architektury saského typu z širší oblasti Krušnohoří. V letech 1989–1991 proběhla celková rekonstrukce kostela.

### Klášter

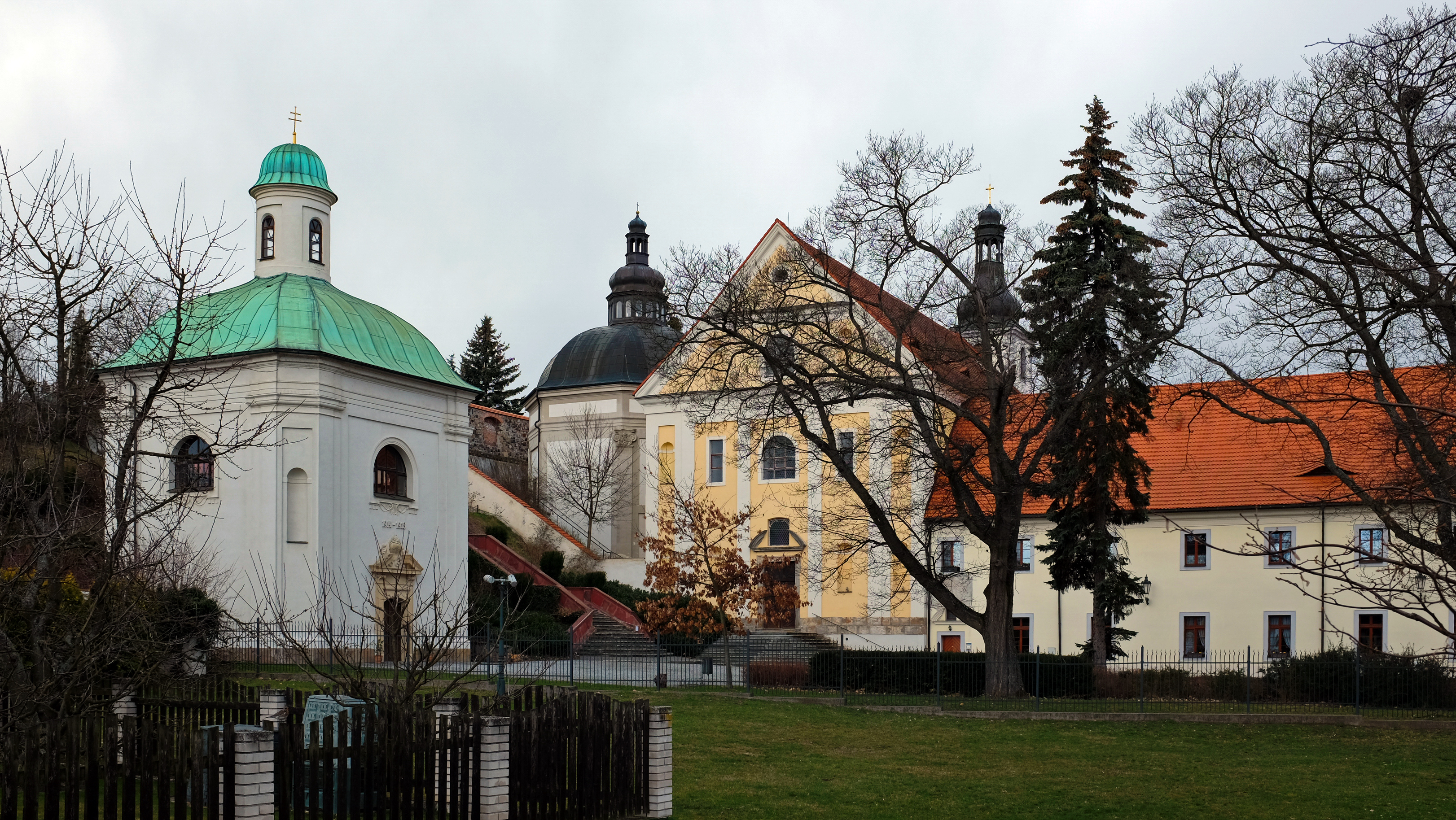
Klášterní areál piaristů

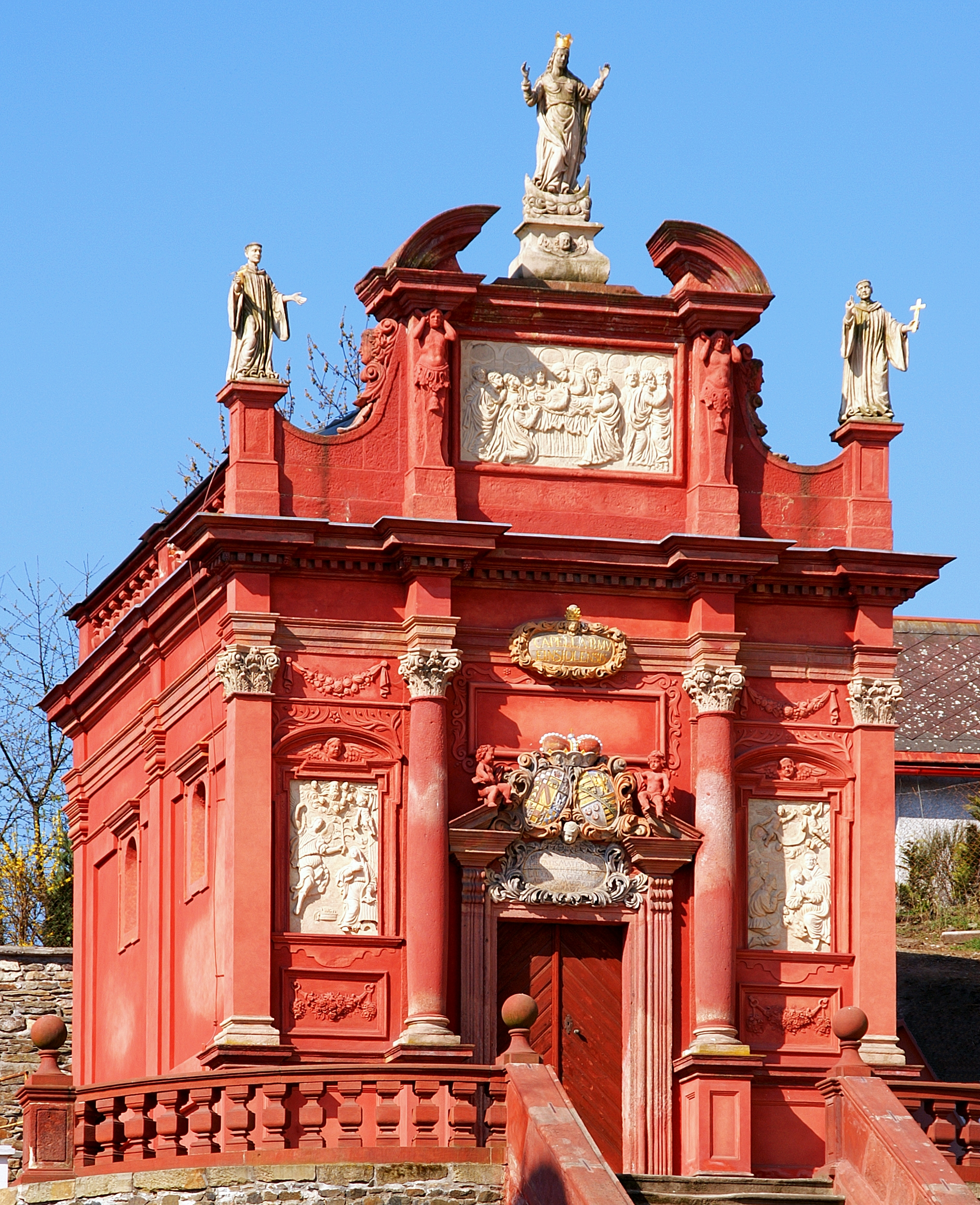
Einsiedelnská kaple

Rozhodnutí postavit v Ostrově kolej řádu Piaristů učinila vévodkyně Anna Magdaléna, vdova po Juliu Jindřichovi Sasko-Lauenburském dne 6. května 1666. Stavbu provedl v letech 1666–1671 pražský stavitel bavorského původu Martin Reiner. V letech 1672–1674 byly prováděny již dokončovací práce. Střed klášterního areálu tvoří kostel Zvěstování Panny Marie, jednolodní stavba s pravoúhlým presbytářem. Prostor lodi je zaklenut valenou klenbou s třemi páry trojúhelných nestyčných výsečí, vybíhajících z mohutných vnitřních pilířů. Jednolodní presbytář je zaklenut stejnou klenbou jako loď kostela s jedním párem trojúhelných výsečí. Mezi vtaženými pilíři lodi jsou umístěny úzké boční empory. Přímo z chrámové lodi byla krytou chodbou přístupná i pohřební kaple. Za závěrem, u sakristie, byla vystavěna velká hranolová věž, zvonice, zastřešená cibulovitou střechou s lucernou.
Ke kostelu přiléhají na severu tři jednopatrová křídla kláštera, vymezující vnitřní dvůr s křížovou chodbou. Architektonické řešení fasád je velmi střídmé. Fasády jsou členěny lisénovými rámci a jednotlivými římsami. S přestávkami bylo v klášteře do roku 1876 Piaristické gymnázium. Od roku 1897 zde byl dívčí penzionát Sester křesťanské lásky. Od začátku padesátých let klášter využívala Československá armáda a budovy silně zpustly.
Současný stav je výsledkem rekonstrukce z let 2000–2007. Konvent, kostel, kaple a zahrady jsou chráněny jako kulturní památka.
Součástí areálu je kaple Panny Marie Einsiedelnské. Byla postavena roku 1709–1710 patrně stavitelem J. M. Sockhem jako kopie poutní kaple ve švýcarském Einsiedelnu a zasvěcená Panně Marii Einsiedelnské. Stavitel J. M. L. Rohrer postavil obdobnou kapli v roce 1715 i v Rastattu, kam z Ostrova přesídlili bádenští. Obdélná kaple s odsazeným pravoúhlým závěrem má bohatě architektonizováno vstupní průčelí, obrácené k městu. Fasádu průčelí člení představěné sloupy s kompozitními hlavicemi a nárožnými pilastry. Vstup rámují kanelované pilastry, nesoucí roztržený fronton s aliančním znakem majitelů panství – vlevo markrabat bádenských, vpravo vévodů sasko-lauenburských. Celá stavba je završena vysokým štítem s reliéfem Smrti Panny Marie. Ve vrcholovém frontonu byla umístěna plastika Panny Marie, po stranách štítu další dva světci.

### Dům kultury

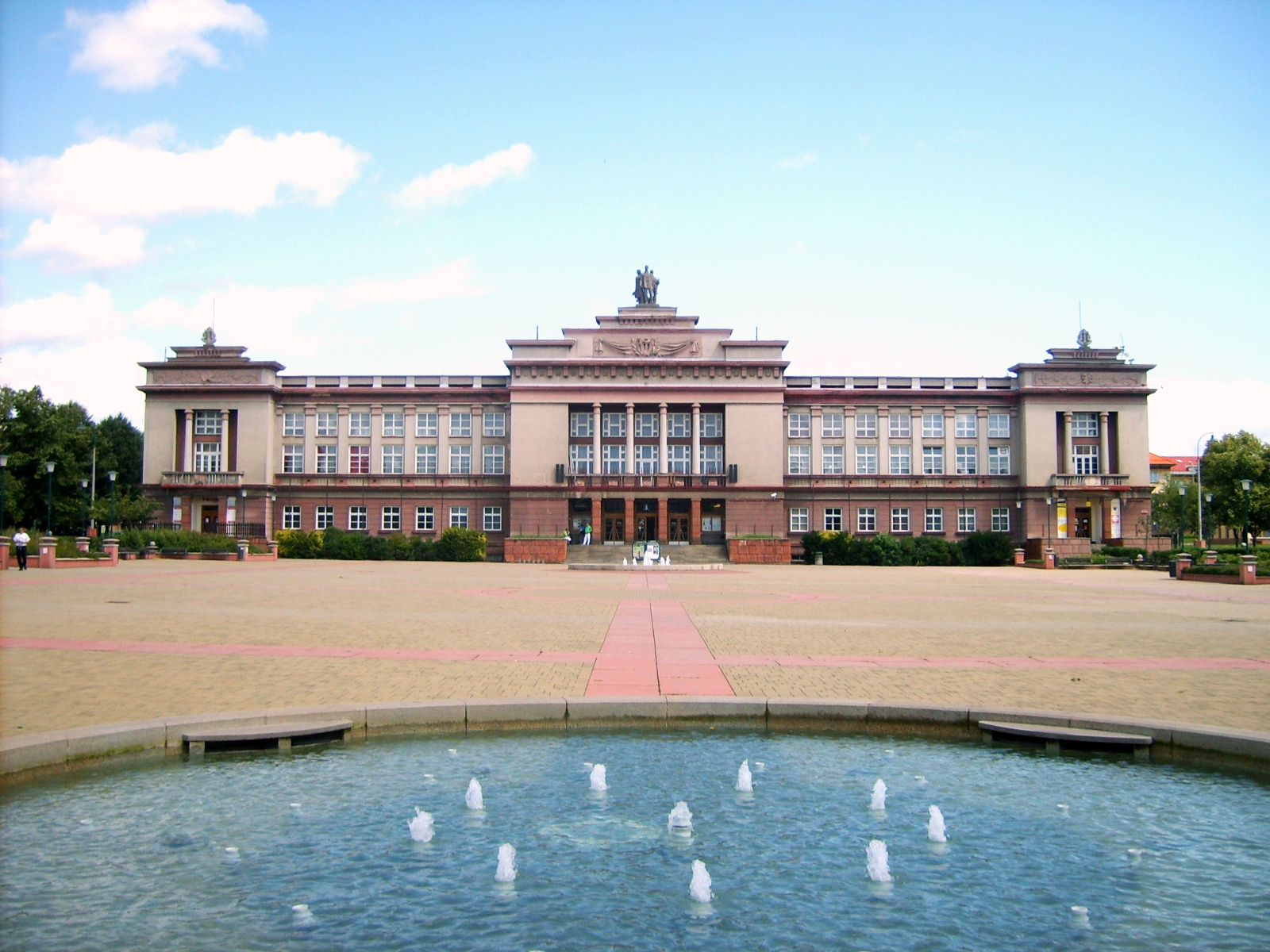
Mírové náměstí s Domem kultury a východní kašnou

Dům kultury je stěžejní dominantou Mírového náměstí a tím i nové části města. Objekt byl postaven v letech 1954–1955 podle projektu akademického architekta Jaroslava Krauze a Ing. Arch. Josefa Sedláčka. Obdélná dvoupatrová budova je rozčleněna rizality na střední vstupní část a postranní křídla s nárožními rizality. Monumentální účinek získává užitím vstupního portiku se sloupovou lodžií. Fasády jsou členěny vysokým pilastrovým řádem. Střechy jsou nízké, kryté atikami. Krajní rizality i střední vstupní portikus vrcholí stupňovitými štíty se štukovou výzdobou. Štít středního rizalitu pak vrcholí sousoším, jehož autorem je akademický sochař Jaroslav Šlezinger, krajní rizality umělecky pojatými znaky města s nápisovou stuhou. V přízemí je za vstupní halou umístěn divadelní sál, sloužící rovněž jako stálé kino. Ze vstupní haly vedou dvě schodiště do prvního patra, kde je situováno foyer s lodžií, po obou stranách je malý a velký sál. V patře jsou dochovány nad vstupy do společenských sálů výrazně tradicionální malby na skle, zachycující hornickou symboliku jáchymovských dolů, které provedl Akademický sochař Václav Lokvenc, spolu s Jarmilou Kalašovou. Dům kultury je příkladem klasicizujících tendencí v architektuře padesátých let dvacátého století. Zajímavostí je, že sochy, které zdobí střechu této socialistické budovy, jsou otočeny na západ místo na východ.

### Mírové náměstí
Mírové náměstí je největší náměstí v Ostrově. V jeho východní části se nachází Dům kultury, postavený v roce 1955 ve stylu tradicionalismu (nazývaného také socialistický realismus) podle projektu akademického architekta Jaroslava Krauze a Ing. arch. Josefa Sedláčka. Nachází se v něm dvě kina, divadelní sál a městské informační centrum.
V západní a východní části náměstí se nachází kašny. V roce 2004 bylo náměstí kompletně rekonstruováno. Od roku 2009 je celé náměstí monitorováno pomocí kamerového systému.

## Osobnosti
- Jan Vulfing z Ostrova († 1324), kníže biskup bamberský a freisinský
- Jáchym Ondřej Šlik (1569–1621), šlechtic a horní podnikatel
- Konrád Max Süssner (1650 – † po roce 1696), sochař a řezbář
- Jeremiáš Süssner (1653 Ostrov–1690), sochař
- Johann Caspar Ferdinand Fischer (1656–1746), hudební skladatel
- Anna Marie Františka Toskánská (1672–1741), česká šlechtična, vévodkyně toskánská
- Leopold II. Toskánský (1797 - 1870), majitel panství a starosta města
- Johann Josef Loschmidt (1821–1895), chemik a fyzik
- Ludwig Löwenstein (1830-1901), podnikatel, zakladatel porcelánky PULS
- Irena Konývková (* 1959), divadelní režisérka
- Vilma Cibulková (* 1963), herečka
- Radim Rulík (* 1965), hokejový trenér
- Horst Siegl (* 1969), fotbalista
- Petr Maděra (* 1970), spisovatel
- Eva Henychová, (1974), folková zpěvačka, skladatelka, kytaristka
- Lukáš Bauer (* 1977), běžec na lyžích
- Jiří Štoček (* 1977), šachový velmistr
- Tereza Hofová (* 1979), herečka
- Karla Maříková (* 1981), politička
- Zbyněk Drda (* 1987), zpěvák
- Martin Koky (* 1988), raper
- Martin Šrámek (* 1991), boxer
- Jakub Vlček (Yzomandias) (* 1991), raper
- David Zadák (* 1999), cyklista a cyklokrosař

## Partnerská města
- Rastatt, Německo
- Wunsiedel, Německo